# Donde el silencio se rompió
Donde el silencio se rompió es el noveno álbum de estudio de la banda de metal española WarCry. Fue lanzado el 29 de mayo de 2017 con un contenido de once canciones.

## Listado de canciones
1. Rebelde - 4:08
2. Resistencia - 4:35
3. Cielo e infierno - 4:41
4. Así soy - 5:11
5. Ya no volverán - 4:09
6. Necesito escapar - 4:30
7. Luchar y avanzar - 4:12
8. Por toda la eternidad - 3:59
9. Odio - 4:54
10. Muerte o victoria - 5:29
11. No te abandonaré - 4:33

## Banda
- Víctor García - vocalista
- Pablo García - guitarrista
- Roberto García - bajo
- Rafael Yugueros - batería
- Santi Novoa - teclados